# جوزيف إم. روت
جوزيف إم. روت هو محامي وسياسي أمريكي، ولد في 7 أكتوبر 1807 في بروتوس في الولايات المتحدة، وتوفي في 7 أبريل 1879 في ساندوسكي في الولايات المتحدة. نشط حزبياً في حزب اليمين والحزب الجمهوري والحزب الديمقراطي. وقد انتخب عضو مجلس النواب الأمريكي ‏.